# 2005年福州公交车爆炸案
2005年福州公交车爆炸案是在2005年8月8日14时15分左右发生在行驶东街口附近的福州公交5路公交车上的爆炸事件，事故造成包括嫌犯在内的2人死亡，30人受伤。嫌犯为福建省古田县一农民，事发时已身患肺癌晚期，福州市警方认定此事件为自杀性爆炸事件。

## 经过
根据知情者推测，他在8月8日早上从家里带上装有自制炸药的红色塑料桶来到福州。坐上从福州火车站开往洪山西客站方向的牌号为闽AY2512的5路公交车。随后，向窗外散发写有“爆炸”字样的传单，并引燃了炸药。14时20分，车辆行进东街口站时，炸药爆炸。黄茂银当场死亡，另有1人抢救无效死亡，30人受伤。根据警方的判断，他为这次爆炸案至少准备了1个月。

## 遗书
黄茂银留下了一份遗书。在遗书中，他说自己已经肺癌晚期。又由于2002年儿子和他人打架，致使发生冲突，而他由于被对方通过贿赂欺负，关进了看守所，致使病情恶化。他这样做是为了“黑暗的权官当道”。但是同村许多村民则说他是由于将对方父亲的手臂打折，才被判刑。况且这个村黄姓是大姓，如果不是黄茂银真的不在理，大家绝对不会不帮他。而黄茂银的妻子则说，当时公安局让他在县医院做了检查，但是无法确定是否肺癌，因此没有让他去福州再次检查。
在2003年出狱后，他心里开始变化，恨上了所有的人。一些犯罪心理学家认为他的报复非常盲目，甚至连自己都无法说清自己的行为，而不得不在遗书中说谎。犯罪心理学家武伯欣认为“他其实找不到具体对象，他又不愿意承认自己倒霉，所以通过臆想来证明自己恨的正确性。”

## 参看
- 靳如超 - 2001年石家庄爆炸案制造者